# Petelinji most
Petelinji most (tudi Petelinja brv, Petelinov most, Tenente) je brv in ločni most čez Gradaščico v Trnovem južno od centra Ljubljane. Stoji med Trnovskim mostom in izlivom Gradaščice v Ljubljanico,:127 in povezuje Gradaško ulico v Krakovem na levem bregu z Eipprovo ulico v Trnovem na desnem bregu. To sta najstarejši ljubljanski predmestji, znani po vrtovih in kulturnih dogodkih.

## Ime
Petelinji most je dobil ime po bližnji gostilni (Gradaška ulica 10), znani kot Pri petelinu. Nadomestno ime Tenente izhaja iz nekdanje pivnice, znane kot Pri poročniku.

## Zgodovina in zasnova
Do novembra 1931 je na mestu današnjega mostu stala lesena brv. Sedanji objekt je zgradil konstruktor Matko Curk po načrtih arhitekta Jožeta Plečnika, ki ga je zasnoval v okviru svoje Vodne osi mesta ob Ljubljanici.:12 Gre za preprost železno-betonski most, ki ima dva podkvasta podporna loka in močno ograjo iz betonskih stebričev, povezanih s kovinsko cevjo. Od leta 2009 je v okviru Plečnikove dediščine zavarovan kot kulturna dediščina državnega pomena.